# .me
.me este domeniul de internet de nivel superior (ccTLD), pentru Muntenegru. Domeniul a fost creat în septembrie 2006, după dizolvarea Uniunii Serbia-Muntenegru și declararea independenței Muntenegrului. Până la darea în funcțiune a noului domeniu în septembrie 2007, pentru Muntenegru s-a folosit încă vechiul domeniu al Iugoslaviei, .yu.